# Новоандріївська сільська рада (Ширяївський район)
Новоандрі́ївська сільська́ ра́да — адміністративно-територіальна одиниця та орган місцевого самоврядування в Ширяївському районі Одеської області. Адміністративний центр — село Новоандріївка.

## Загальні відомості
Новоандріївська сільська рада утворена 1 квітня 1991 року.
- Територія ради: 61,855 км²
- Населення ради: 802 особи (станом на 2001 рік)
- Територією ради протікає річка Журавка

## Населені пункти
Сільській раді підпорядковані населені пункти:
- с. Новоандріївка
- с. Докторове
- с. Зірка
- с. Січневе
- с. Скосарівське

## Населення
За переписом населення України 2001 року в сільській раді мешкало 800 осіб.

### Мова
Розподіл населення за рідною мовою за даними перепису 2001 року:
| Мова       | Відсоток |
| ---------- | -------- |
| українська | 89,28 %  |
| молдовська | 8,98 %   |
| російська  | 1,50 %   |
| білоруська | 0,12 %   |

## Склад ради
Рада складається з 14 депутатів та голови.
- Голова ради: Ткач Анатолій Васильович
- Секретар ради: Залуговська Аксенія Василівна

### Керівний склад попередніх скликань
| Прізвище, ім'я, по батькові | Основні відомості                                                         | Дата обрання | Дата звільнення |
| --------------------------- | ------------------------------------------------------------------------- | ------------ | --------------- |
| Ткач Василь Анатолійович    | Сільський голова, 1974 року народження, безпартійний                      | 26.03.2006   | 31.10.2010      |
| Ткач Анатолій Васильович    | Сільський голова, 1948 року народження, освіта вища, член Партії регіонів | 31.10.2010   |                 |

Примітка: таблиця складена за даними сайту Верховної Ради України

### Депутати
За результатами місцевих виборів 2010 року депутатами ради стали:

#### За суб'єктами висування
| Суб'єкт висування | Кількість обраних депутатів | %    |
| ----------------- | --------------------------- | ---- |
| Партія регіонів   | 13                          | 92,9 |
| Народна партія    | 1                           | 7,1  |

#### За округами
| № округу        | Прізвище, ім'я, по батькові    | Дата визнання обраним | Освіта             | Партійна приналежність | Відомості про обраного депутата                          |
| --------------- | ------------------------------ | --------------------- | ------------------ | ---------------------- | -------------------------------------------------------- |
| Народна Партія  |                                |                       |                    |                        |                                                          |
| 8               | Ткаченко Іван Семенович        | 02.11.2010            | середня спеціальна | член Народної партії   | СТОВ «Агрофірма Новоандріївська», головний інженер       |
| Партія регіонів |                                |                       |                    |                        |                                                          |
| 1               | Кримський Микола Олександрович | 02.11.2010            | середня спеціальна | член Партії регіонів   | СТОВ «Агрофірма Новоандріївська», водій                  |
| 2               | Кирничук Сергій Миколайович    | 02.11.2010            | середня спеціальна | член Партії регіонів   | тимчасово не працює                                      |
| 3               | Морозан Олег Миколайович       | 02.11.2010            | середня спеціальна | член Партії регіонів   | тимчасово не працює                                      |
| 4               | Головйова Лариса Василівна     | 02.11.2010            | середня спеціальна | член Партії регіонів   | Новоандріївський сільський будинок культури, директор    |
| 5               | Шквчук Світлана Олексіївна     | 02.11.2010            | вища               | член Партії регіонів   | Новоандріївська загальноосвітня школа І-ІІ ст., вчитель  |
| 6               | Гарбузенко Микола Антонович    | 02.11.2010            | середня            | член Партії регіонів   | пенсіонер                                                |
| 7               | Швець Тетяна Григорівна        | 02.11.2010            | вища               | позапартійна           | Новоандріївська загальноосвітня школа І-ІІ ст., директор |
| 9               | Залуговська Аксенія Василівна  | 02.11.2010            | середня спеціальна | член Партії регіонів   | Новоандріївська сільська рада, секретар                  |
| 10              | Захарєва Тетяна Василівна      | 02.11.2010            | середня спеціальна | член Партії регіонів   | Новоандріївська сільська рада, головний бухгалтер        |
| 11              | Цибульська Людмила Іванівна    | 02.11.2010            | середня спеціальна | член Партії регіонів   | пенсіонер                                                |
| 12              | Дібровенко Павло Пилипович     | 02.11.2010            | середня спеціальна | член Партії регіонів   | СТОВ «Агрофірма Новоандріївська», водій                  |
| 13              | Караман Володимир Миколайович  | 02.11.2010            | середня спеціальна | член Партії регіонів   | тимчасово не працює                                      |
| 14              | Шевчук Володимир Іванович      | 02.11.2010            | середня спеціальна | член Партії регіонів   | тимчасово не працює                                      |